# Синий Жук
Синий Жук (англ. Blue Beetle) — имя нескольких супергероев. Персонаж впервые появился в августе 1939 года в комиксе Mystery Men Comics № 1, издававшемся Fox Comics. С тех пор персонаж поменял несколько издательств, остановившись в конце концов в DC Comics в середине 1980-х. С тех пор несколько раз менялись персонажи, носящие имя Синий Жук, менялись их способности и силы.

## История публикаций
Исходный Синий Жук, Дэн Гаррет, впервые появился в комиксе издательства Fox Comics Mystery Men Comics № 1 (датированном августом 1939 года), с рисунками Чарльза Николаса Войткоски (как Чарльз Николас); впрочем, на Grand Comics Database Уилл Айснер указывается в качестве сценариста. Новичок в полиции, он использовал особое снаряжение, пуленепробиваемый костюм и вызывающий суперсилу «2-X витамин», а также помощь соседа фармаколога в борьбе с преступностью. Он был описан в сериях комиксов, стрипах и радио-шоу, но, подобно многим супергероям Золотого Века, перестал появляться в 1950-х. Серия комиксов показывает некоторую аномалию в публикации: 19 выпусков, с № 12 по № 30 публиковались Holyoke Publishing; выпуска № 42 не было; частота публикаций варьировалась; были пробелы выпусков, самые большие в 1947 году и в середине 1980-х, а также в начале 1950-х.
В середине 1950-х Fox Comics отошла от дел и продала права на Синего Жука Charlton Comics. Эта компания опубликовала несколько случайных приключений персонажа, а в 1964 году обновила персонажа. В новом происхождении Дэн Гаррет был археологом, нашедшим магический египетский артефакт, напоминающий скарабея, который он использовал, чтобы бороться с преступностью. Издательство сделало три попытки запустить для персонажа собственную серию. Две попытки продолжали нумерацию предыдущей серии. Они также были заменены новыми сериями, которые продолжили нумерацию.
Новые серии недолго жили, и на страницах Captain Atom с № 83 (датированный на обложке ноябрём 1966 года) по № 86 издательство представило Теда Корда, ученика Дэна Гаррета, который взял на себя роль Синего Жука, когда Гаррет умер. Этот Синий Жук получил свою собственную серию в 1967 году, но вся серия комиксов «Action Comics» издательства Charlton Comics перестала публиковаться в 1968 году. Остатки издательства были проданы DC Comics в 1983 году, после чего персонажи Charlton Comics появились в командах супергероев, включая Лигу справедливости.
В 2006 году DC представило нового Синего Жука, подростка Хайме Рейеса, чьи силы происходили из скарабея, теперь являющегося кусочком продвинутой инопланетной технологии. Серия изначально писалась Китом Гиффеном и Джоном Роджерсом с иллюстрациями Калли Хэмнера. Гиффен покинул серию после № 10, и Роджерс стал в полной мере сценаристом серии, вместе с новым художником, Рафаэлем Элбёркеркью. Роджерс оставил серию с выпуском № 25, чтобы сконцентрироваться на телесериале «Воздействие». После трёх пробных выпусков Мэтт Стёрджес стал главным сценаристом в № 29, но серия была отменена после № 36. Редактор Дэн ДиДио отменил серию из-за плохих продаж и сказал: Blue Beetle был «серией, которую мы начали с высокими ожиданиями, но потерявшей аудиторию по пути». В июне 2009 года Синий Жук был возвращён в поддержку к более популярной серии Бустера Голда. В сентябре 2011 года новая серия Blue Beetle была запущена как часть инициативы New 52 DC Comics, в которой история Хайме Рейеса была перезапущена с новым происхождением и без какого-либо упоминания Теда Корда или Дэна Гаррета как прошлых Синих Жуков. Сценаристом новой серии стал Тони Бидард, а художником — Иг Гуара.

## Биография

### Дэн Гаррет

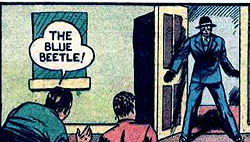
Первое появление Синего Жука, в Mystery Men Comics № 1 (1939). Рисунок Чарльза Николаса.

Самым первым Синим Жуком был Дэн Гаррет, персонаж Золотого века комиксов, сын полицейского, убитого преступником. Версия персонажа издательства Fox Feature Syndicate впервые была представлена в Mystery Men Comics № 1 (август 1939 года) и вскоре после этого получила свою собственную серию, длившуюся 60 выпусков. Fox Feature Syndicate даже спонсировало «День Синего Жука» на Всемирной выставке в Нью-Йорке 1940 года, проведённый 7 августа в 10:30. Событие также включало эстафету, в которой участвовало около 300 детей. Радиостанция WMCA передавала репортаж об эстафете в прямом эфире.
Работая патрульным, молодой Дэн Гаррет изначально боролся с преступностью как Синий Жук без каких-либо суперспособностей. Позже Гаррет надел пуленепробиваемый синий костюм (описанный Гарретом как кольчуга, сделанная из целлюлозы — «лёгкой, как шёлк, но прочнее, чем сталь») и временно получал суперсилу и выносливость, принимая таинственный «Витамин 2X». Подобно Зелёному Шершню, Синий Жук в качестве подписи оставлял свой фирменный знак, скарабея, на видном месте, часто подвешивая его на нитке, и даже проектировал увеличенное изображение на стену с помощью фонарика.
Ряд второстепенных персонажей оставался неизменным в ходе оригинальной серии комиксов и включал в себя Джоан Мейсон, красивую блондинку-репортёра местной газеты Daily Blade, которая позже появится в своих собственных историях, и Майка Мэннигана, стереотипного ирландца-напарника Дэна в полиции, который несмотря на все улики верил, что Синий Жук — преступник, и всегда пытался его арестовать. Доктор Франц, местный фармацевт и изобретатель пуленепробиваемого костюма и Витамина 2X (а также многих других полезных гаджетов, включая портативный беспроводной телефон — за более чем полвека до изобретения такового), играл значительную роль в ранних выпусках, но затем пропал из постоянного состава. У Синего Жука также был на короткое время помощник — храбрый подросток Спаркингтон Дж. Норзруп (Спарки), изначально носивший укороченную версию пуленепробиваемого костюма Жука, но позже надевший свою обычную одежду.
Во время Второй мировой войны Дэн Гаррет стал правительственным агентом, которого часто посылали за границу на секретные миссии, однако после окончания войны он вернулся к своей старой роли местного полицейского. Его силы постепенно увеличивались, что в конце концов привело к появлению у него способности летать и рентгеновского зрения, среди прочих причудливых талантов, которые менялись от выпуска к выпуску по желанию сценаристов. Однако, когда супергерои вышли из моды, Fox Feature постепенно начало убирать его суперсилы и сделало приключения Гаррета более тёмными, полными садистского насилия и едва одетых женщин, пока серия не стала просто детективной, а вскоре после ушла на перерыв.
Популярный персонаж своей эры, Синий Жук обладал собственной серией комиксов, которую под псевдонимами рисовали Джек Кёрби и другие. Также был радиосериал, состоявший из 48 серий по 30 минут каждая.

#### Charlton Comics
Издательство Charlton Comics приобрело права на Синего Жука и переиздало некоторые истории в антологии, а также небольшой репринт серии Blue Beetle из четырёх выпусков, нумерованных 18—21.
В 1964 году, во время Серебряного века комиксов, Charlton Comics пересмотрела персонажа, собираясь выпускать новую серию комиксов. Новый Синий Жук сохранил прежнее имя (к слову «Beetle» добавилась ещё одна буква «т»), но ничего более. Этот Синий Жук был археологом Дэном Гарреттом, который получил ряд суперсил (включающих суперсилу и видение, полёт и способность генерировать энергетические взрывы) от мистического скарабея, которого он нашёл в ходе раскопок в Египте, где этот скарабей использовался, чтобы держать в плену мумифицированного фараона. Он трансформируется в Синего Жука, произнося «Кажи Дха!». Эта версия, созданная сценаристом Джо Джиллом и художником Тони Талларико, изначально планировалась в стиле кэмп, с историями вроде «The Giant Mummy Who was Not Dad». Дэн Гарретт версии Charlton Comics существовал недолго — в 1966 году его заменили новым персонажем.

#### AC Comics
Обе версии Синего Жука (а на самом деле, все три версии) вновь появились в третьем выпуске Americomics, серии комиксов издательства AC Comics в 1983—84 годов. В первой истории выпуска Тед Корд сражается с фальшивым Дэном Гарреттом, однако вторая история более важна. В ней рассказывается, что оригинальный Дэн 1940-х годов был реинкарнирован в версию Серебряного века (без воспоминаний о своём предыдущем существовании) некими «богами», которые, скорее всего, создали мистического скарабея. Эти боги внезапно воскрешают Дэна снова и отправляют его, чтобы спасти жизнь Теда Корда (и оставив ему записку, в которой говорится «Попытайся не умереть в этот раз»), после чего Тед Корд передаёт имя Синего Жука обратно Дэну. Серия Americomics была отменена после 6-го выпуска, и до сих пор эта история никогда не была упомянута ни одним из издательств.

#### DC Comics
Дэн Гарретт версии Charlton Comics снова был показан во втором выпуске Secret Origins, серии комиксов DC Comics, в котором была рассказана история — его и Теда Корда. Вслед за этим Дэн Гарретт появился ещё несколько раз (во флешбэк-историях), включая камео-роли в Infinity, Inc., Captain Atom, JLA: Year One и Legends of the DC Universe.
Персонаж кратко вернулся в первом выпуске Blue Bettle — серии DC Comics, воскрешённый мистическим скарабеем для борьбы против его преемника. Он также появляется в различных флешбэк-историях. Его версия 1940-х годов была кратко упомянута в ограниченной серии The Golden Age DC Comics.

#### Dynamite Entertainment
В выпуске № 0 мини-серии Project Superpowers, во флешбэке, появилась версия Синего Жука Fox Feature Syndicate. Чтобы избежать конфликта по поводу авторских прав с DC Comics, герой был назван своим прозвищем «Большой Синий» (англ. Big Blue).

#### Наследие
В конце концов было установлено, что Дэн Гарретт версии Charlton Comics впервые появился 14 августа 1939 года. Синий Жук Хайме Рейес встречал внучку Дэна, Даниэль, а также и самого Дэна.

### Тед Корд

Синий Жук (Тед Корд). Рисунок Дика Джиордано

Замена Синему Жуку была создана Charlton Comics, и позже комиксы про него создавались издательством Americomics и затем DC Comics. Тед Корд, бывший студент Дэна Гаррета, гений-изобретатель и способный атлет. Корд и Гаррет расследовали дело дяди Корда Джарвиса, когда узнали, что Джарвис работает над созданием армии андроидов для захвата Земли. Гаррет переоделся в Синего Жука, но был убит в сражении. Умирая, он передал Корду ответственность бытия Синим Жуком, но не сумел передать магического скарабея.
Тед обладал некоторое время скарабеем, но никогда не использовал его. Он носил его во время Кризиса на Бесконечных Землях, когда был выбран Монитором для защиты множественных Земель, но скарабей среагировал, только когда Теда атаковали; скарабей не дал ему никаких суперспособностей.
В ходе событий «Death of Superman» Синий Жук и другие члены Лиги справедливости пытались остановить путь разрушения Думсдэя. Думсдэй показал свою почти полную неуязвимость, жестоко победив Лигу, введя Синего Жука в кому. По восстановлению он продолжил своё партнёрство с Лигой, а также с его ответвлением, Экстремальной Справедливостью.
Синий Жук обнаружил обновлённую организацию Шахматы, возглавляемую Максвеллом Лордом, с базой данных на всех металюдей Земли. Он был схвачен и убит выстрелом в голову. Перед смертью он использовал скарабея в попытке связаться с Капитаном Марвелом, но был вынужден оставить эту попытку Шазаму на Скале Вечности, когда волшебник отослал его обратно на Землю.
Вскоре после этого Бустер вместе с Хайме, Дэном и Чёрным Жуком в маскировке Синего Жука из будущего путешествовали назад во времени, чтобы спасти Корда за несколько секунд до его смерти.

### Хайме Рейес

Хайме Рейес. Промоарт к Blue Beetle том 7 № 2 (2006 год). Рисунок Калли Хэмнера

Хайме Рейес — подросток, проживающий в Эль-Пасо, Техасе, с отцом, матерью и маленькой сестрой. У его отца собственный гараж, и его мать работает няней. Хайме предлагал отцу помощь в гараже, но отец отказался. Он чувствует, что Хайме должен наслаждаться своим детством так долго, как это возможно (и должен попытаться получить образование).
После того как волшебник Шазам был убит и Скала вечности разрушена, скарабей приземлился в свободной местности в Эль-Пасо, где Хайме и нашёл его. Когда Бустер Голд пришёл забрать скарабея, тот уже прилепился к позвоночнику Хайме и сделал его новым Синим Жуком. После того как Бустер Голд открыл Хайме его новые возможности, Хайме был втянут в битву с Братским Оком (англ. Brother Eye) в ходе Infinite Crisis. В кульминационный момент скарабей отрезает Хайме от супергероев и транспортирует его на Землю, где он обнаруживает, что отсутствовал год, поскольку скарабей использовал пространственный вариант транспортировки. Теперь он — член Юных Титанов и хороший друг Роуз Уилсон (Опустошительница), Робина, Статика и других. В Teen Titans № 83 (том 3) он берёт отпуск, чтобы провести время с матерью.
У Хайме есть девушка, юная волшебница Трейси Тринадцать (бывшая), поладившая с его семьёй. Его большая любящая семья является основным источником силы и поддержки для Хайме. Миротворец был добрым и мудрым наставником для юного Синего Жука, равно как был им и Доктор Мид-Найт.
Хайме появился вместе с другими бывшими участниками Международной Лиги справедливости в Justice League: Generation Lost.
Хайме имеет партнёрское отношение: Барт Аллен, Трейси Тринадцать.
После событий кроссовера Flashpoint Хайме Рейес снова появился в собственной серии Blue Beetle, одной из 52 ежемесячных серий, запущенных в сентябре 2011 года.

## Другие версии

### Kingdom Come
Синий Жук (Тед Корд) появился в ограниченной серии комиксов Kingdom Come, созданной Алексом Россом и Марком Уэйдом. Он был среди других «Экшен Героев» (англ. Action Heroes) издательства Charlton Comics, не как член Батальона справедливости Магога, но как часть группы Бэтмена и позже Фронта освобождения человечества. Позже он появляется на обложке в бронированном костюме, заряжённом мистическим скарабеем, вместе с командой Бэтмена. В романе, написанном по мотивам комикса, Бэтмен считает Синего Жука, вместе с Зелёной Стрелой и Чёрной Канарейкой, своими самыми близкими (в это время) друзьями. Синий Жук был убит, как и большинство других героев, ядерным взрывом.

### Мультивселенная 52

Синий Жук Земли-19.

В финальном выпуске серии комиксов 52, выходившей еженедельно в течение 2006—2007 годов, была показана Мультивселенная, состоящая из 52 параллельных вселенных, каждая из которых отличается оригинальным взглядом на основных героев DC Comics, другими в сравнении с основной вселенной. Мультивселенная в выпуске ведёт себя как рассказывающее истории устройство, что позволило создателем комикса представить альтернативные версии персонажей, появлявшихся ранее в сценариях вроде «Что если..?», в популярных историях Elseworlds, а также позволило этим персонажам взаимодействовать с основной вселенной. К примеру, Тед Корд из комикса Kingom Come здесь был представлен как с Земли-22.
Спин-оффы серии Countdown to Final Crisis представили читателю других Синих Жуков в 2007 году. У Земли-19 (вселенной комикса Gotham by Gaslight), изображённой похоже на Викторианскую эпоху, есть собственная версия Дэна Гарретта, который вне костюма является главным египтологом в Готэмском музее естествоведения и носит монокль. Он появился в комиксе The Search for Ray Palmer: Gotham by Gaslight. Ограниченная серия Countdown: Arena показывает ещё три версии: Синего Жука Земли-26 — рой разумных насекомых, формирующих человекоподобное тело (и называющих себя «Скарабей»), Теда с Земли-33, антропоморфного жука, домашнее животное мистера и миссис Корд, а также Синего Жука Земли-39, юную версию Дэна Гаррета, который получил связь со скарабеем, схожим с тем, что есть у Хайме Рейеса.
Новая версия Синего Жука, известная как «Синий скарабей», была показана членам Лиги справедливости в апокалиптичной версии будущего, описанной в Justice League: Generation Lost. О нём говорится, что он — «потомок Синего Жука» и выглядит похожим на инопланетянина.
Также есть злая версия, появившаяся в антивещественной вселенной Квард, на которой существует Синдикат Преступности Америки. Эта версия известна как Скарабей.

## Вне комиксов

### Радио
- Синий Жук имел короткую карьеру на радио, между маем и сентябрём 1940 года. Первые 13 эпизодов персонажа озвучивал Фрэнк Лавджой, остальное время его озвучивали разные не заявленные актёры.

### Аудио
- История Kingdom Come, в которой Синий Жук играет небольшую роль, была адаптирована под аудиодраму Джоном Уитманом. Основана на сценарии Марка Уэйда и Алекса Росса, а также на новеллизации Эллиота Мэггина (Time Warner Audio Books, 1998)[39].

### Телевидение
- В Batman: The Brave and the Bold появились три версии Синего Жука:
  - Наиболее часто на экране появлялся Хайме Рейес, самый последний Синий Жук, озвученный Уиллом Фрайдлом, ранее озвучивавшим Терри МакГинниса, Бэтмена из Batman Beyond.[40] В сериале также показана злая версия Синего Жука из альтернативной вселенной под именем «Алый Скарабей», член Синдиката Несправедливости.
  - Версия Теда Корда появляется в нескольких эпизодах. По сюжету он умер за два года до событий сериала. Однако в одной серии появляется как действующий персонаж, поскольку действие происходит в прошлом. Также появляется во флешбэках. Его озвучил Уилл Уитон[41].
  - Дэн Гаррет появляется кратко в эпизоде «Fall of the Blue Beetle», во флешбэке Бэтмена. Костюм Синего Жука, который носил Дэн, находится на стенде в убежище Теда Корда.
- Хайме Рейес появляется во втором сезоне Young Justice, озвученный Эриком Лопезом.
- Появляется в сериале «Тайны Смолвиля» в заключительном сезоне, как Хайме Рейес. Также в 10 сезоне есть Тед Корд[42] в исполнении Себастьяна Спенса, в отличие от комиксов Тед Корд не стал Синим Жуком.
- Является одним из главных персонажей в мультфильмах "Лига справедливости против Юных Титанов"и «Юные Титаны: Контракт Иуды».

### Видеоигры
- Также Синий Жук появлялся в игре Batman: The Brave and the Bold
- Синий Жук — играбельный персонаж в Injustice 2
- Синий Жук как Хайме Рейерс появляется в игре Lego Batman 3: Beyond Gotham и Lego DC Super-Villains
- Синий Жук является играбельной фигуркой в игре Teeny Titans.
- Синий Жук — играбельный персонаж в Infinite Crisis
- Синий Жук — персонаж комикса-приквела DC Universe Online
- Синий Жук — играбельный персонаж в DC legends
- Тед Корд упоминается в видеоигре Suicide Squad: Kill the Justice League. Он ответственен за создание летающих машин в городе, а также имеет собственное здание в Метрополисе.

### Кино
Хайме Рейес / Синий Жук является главным героем одноимённого фильма, выпущенного в августе 2023 года. Режиссёр — Анхель Мануэль Сото, сценарист — Гарет Даннет-Алкосер. Роль Рейеса исполнил Шоло Маридуэнья.

## Критика и отзывы
В мае 2009 года Синий Жук занял 61 место в списке 100 лучших героев комиксов по версии IGN